# 등검은말벌
등검은말벌(영어: Asian hornet, 학명: Vespa velutina 베스파 벨루티나[*])은 말벌과의 곤충이다. 열대 아시아가 원산인 아열대성 말벌으로, 프랑스, 스페인, 포르투갈, 대한민국 그리고 일본에 유입되었다. 대한민국에서는 2003년 중국 상하이를 경유하여 부산에 침입한 외래종이다. 한국에서는 상당히 위협적인 말벌로 여겨지는데, 양봉에 큰 피해를 주면서 서식지가 전국적으로 확산되고 있어 등검은말벌에 쏘이는 피해사례도 증가하고 있다.

## 특징
- 등검은말벌은 중국 상하이에서 칩입한 악성 외래종이다. 주로 꿀벌의 유충을 사냥해 물고 가거나 꿀벌을 죽이는 일도 종종 생긴다. 그러다 양봉업계에 큰 피해을 준다. 때로는 사람을 공격하기도 한다.

## 피해
- 등검은말벌은 벌집 하나에 무려 3000여 마리까지 사는 경우도 있으며 공격성이 강하여 인명피해를 자주 일으킨다고 한다. 실제로 산청군에서 119의 신고를 받고 등검은말벌의 집을 제거하던 소방관이 등검은말벌의 공격으로 목숨을 잃는 일까지 있었다고 한다.

- 털보말벌과 함께 양봉을 위협하는 말벌로 여겨지고 있으며 매년 10-20km씩 서식 지역을 확대하여, 2018년에는 남한 대부분의 지역에서 관찰되고 있다.[2]

## 대한민국
- 2019년 환경부는 환삼덩굴과 함께 등검은말벌을 대한민국의 생태계교란 야생생물로 지정하였다.

- 대한민국의 생태계 교란 야생생물로 지정된 등검은말벌은 외래종이며, 사람과 꿀벌을 공격한다. 등검은말벌은 사람을 쏘거나 꿀벌을 사냥하는 일이 종종 있다고 한다.

## 천적
- 천적으로는 때까치, 직박구리, 은무늬줄명나방, 오소리, 곰, 담비 등으로 잘 알려져 있다고 한다.[3]

- '말벌부채벌레'(Xenos moutoni)와 '큰턱말벌부채벌레'(X. oxyodontes)는 등검은말벌의 복부에 기생하며 이들 벌레가 기생하는 등검은말벌 일벌승 사냥이나 벌집 짓기 등 본연의 임무를 거의 수행하지 않는 것으로 나타났다.[4]

## 갤러리

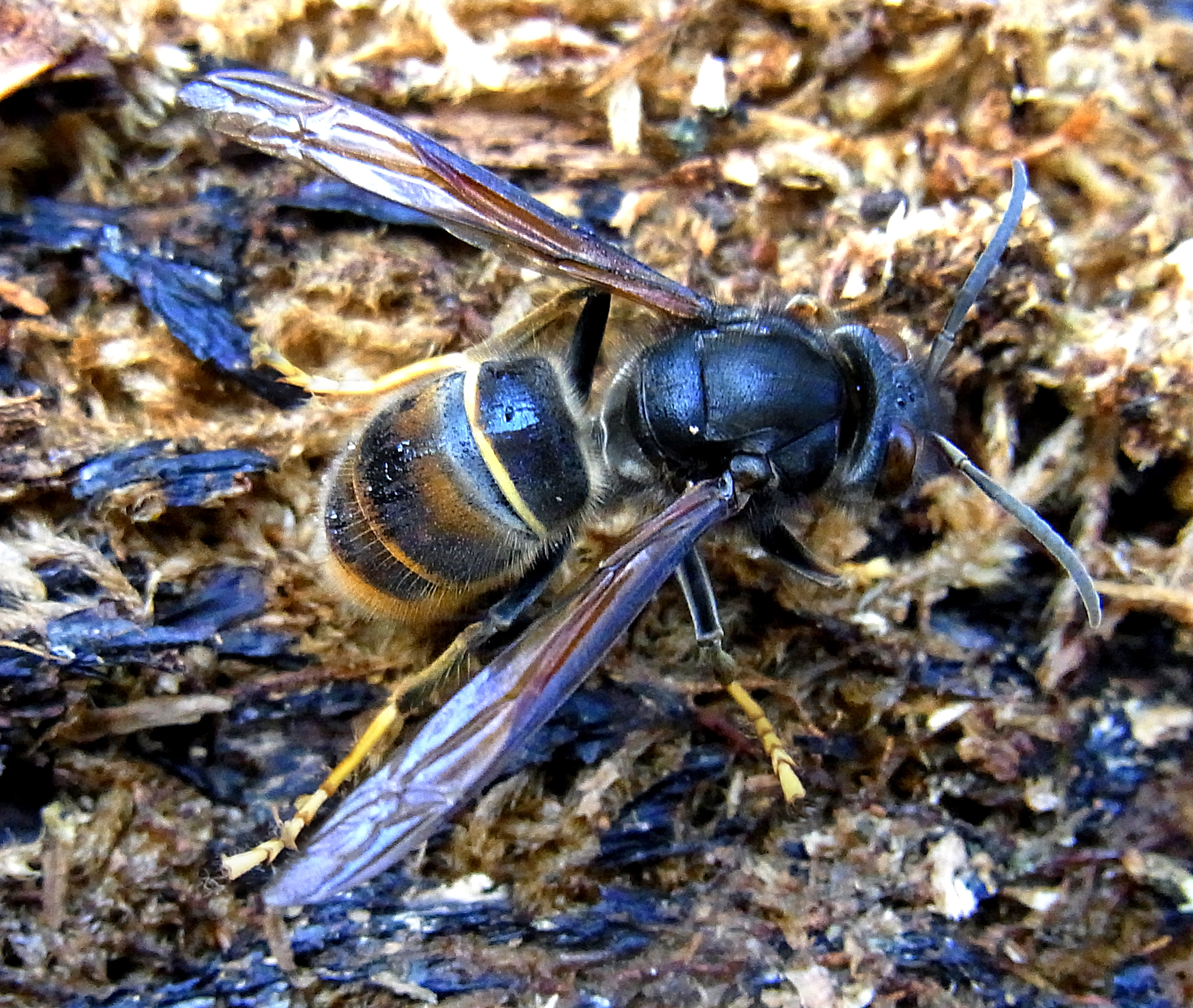
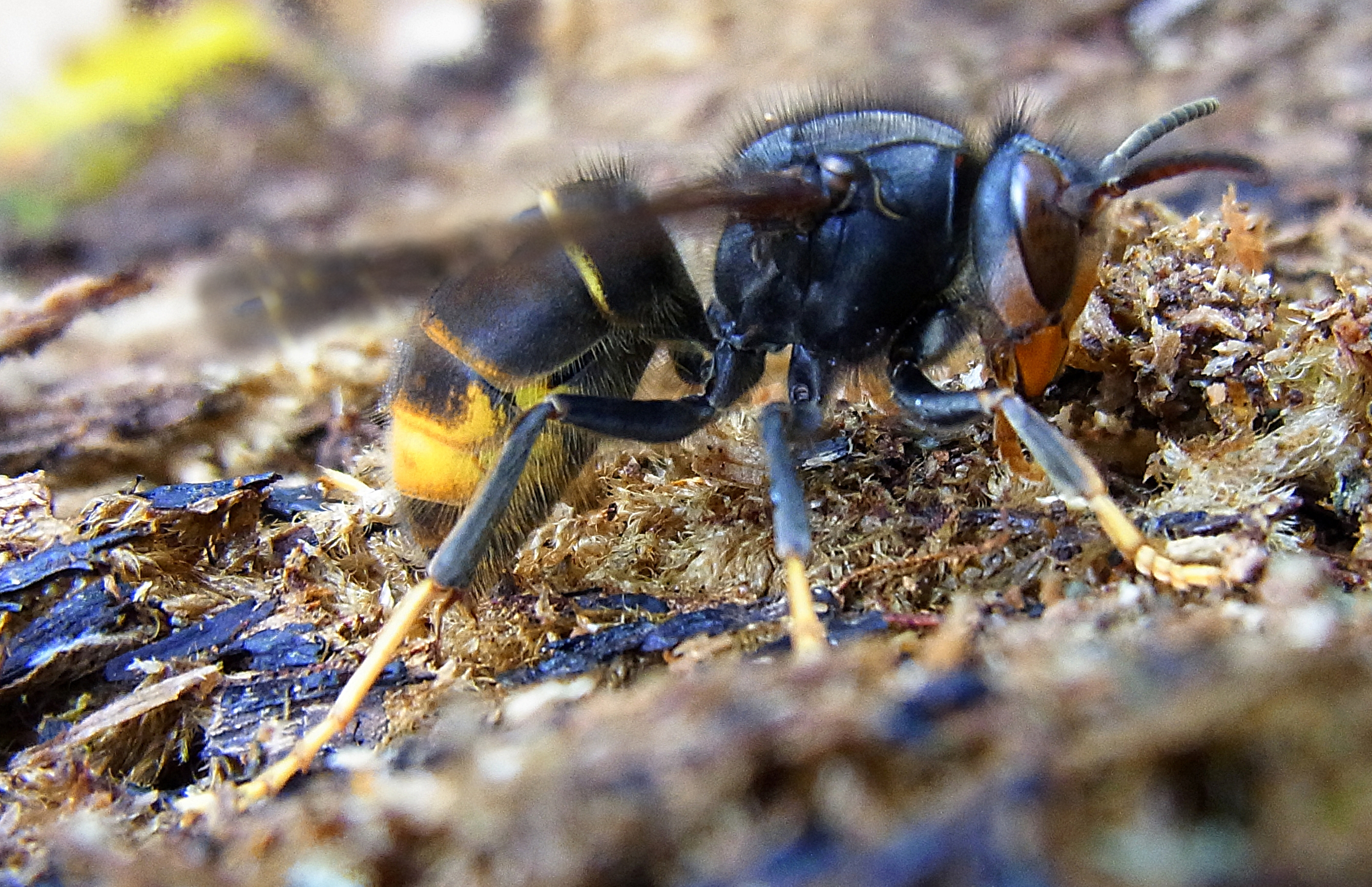
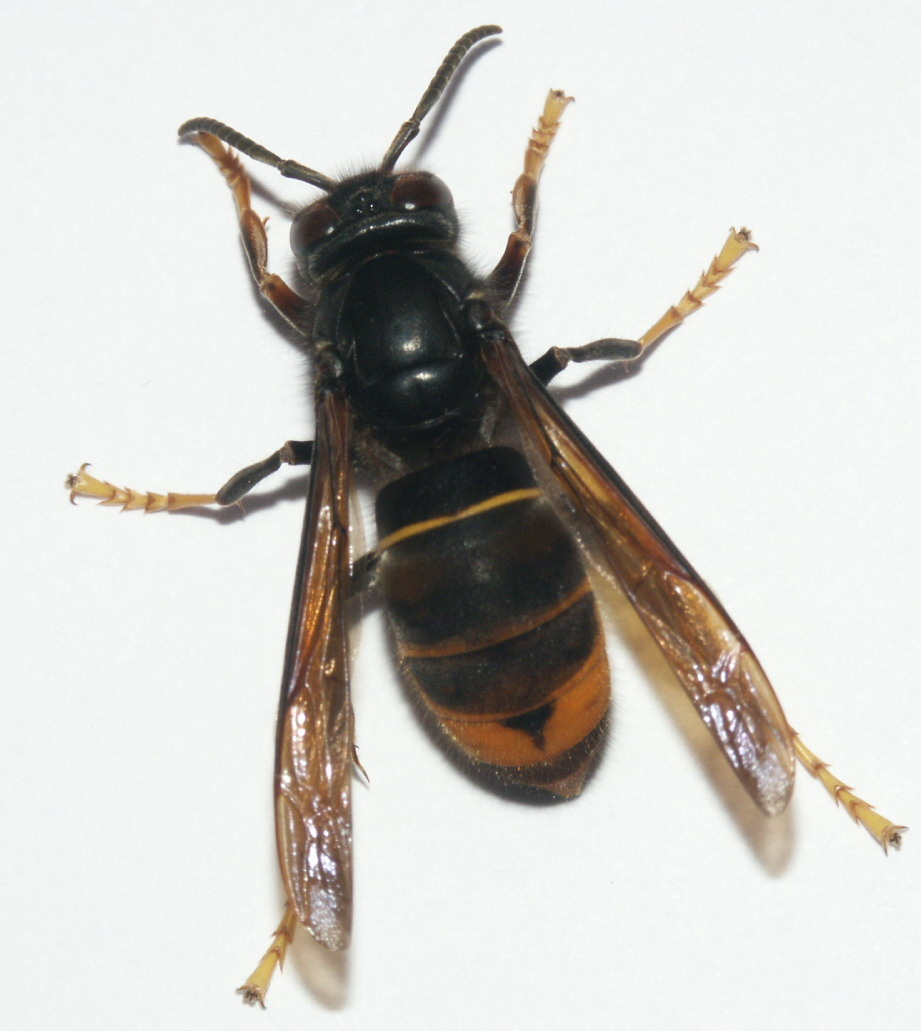
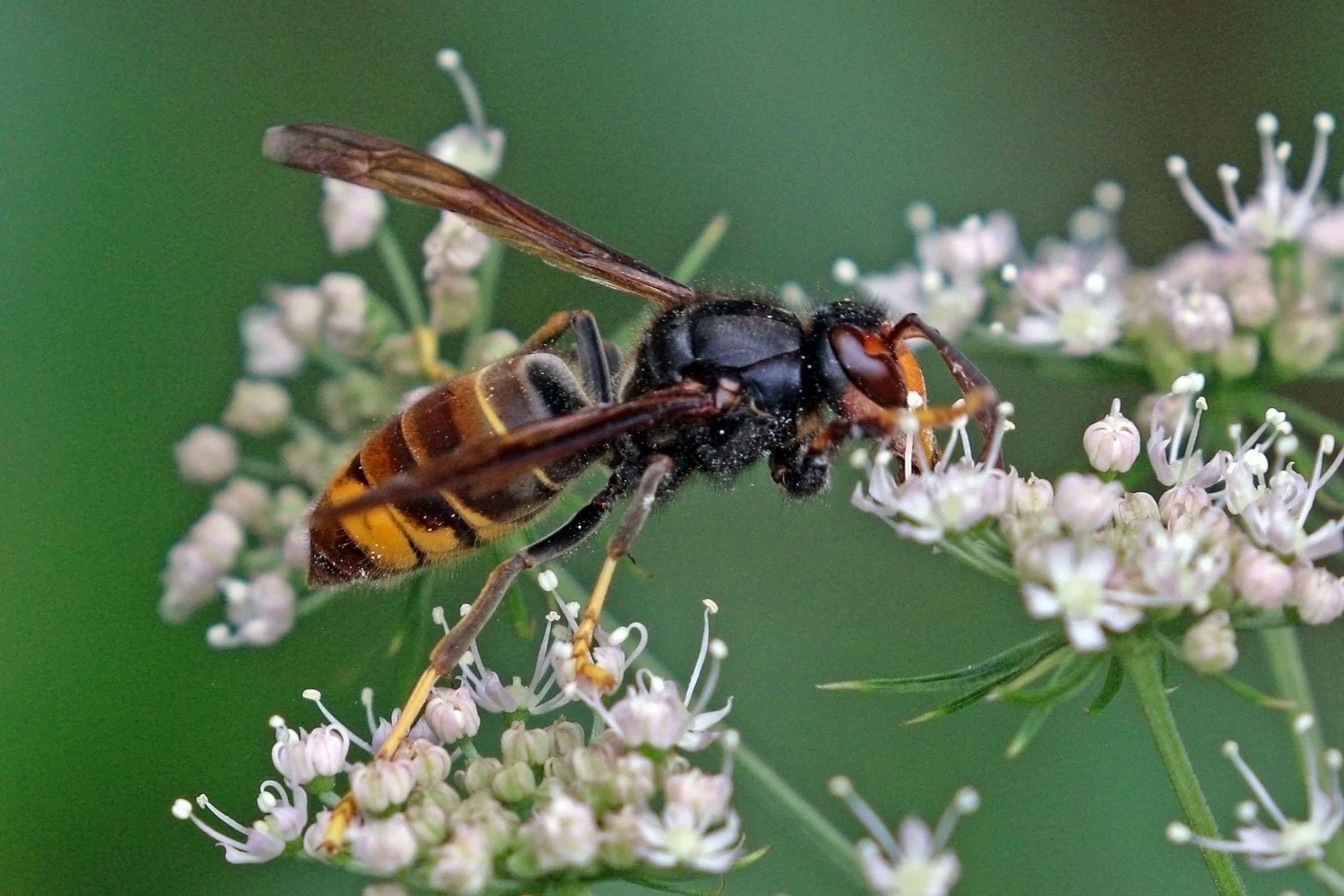
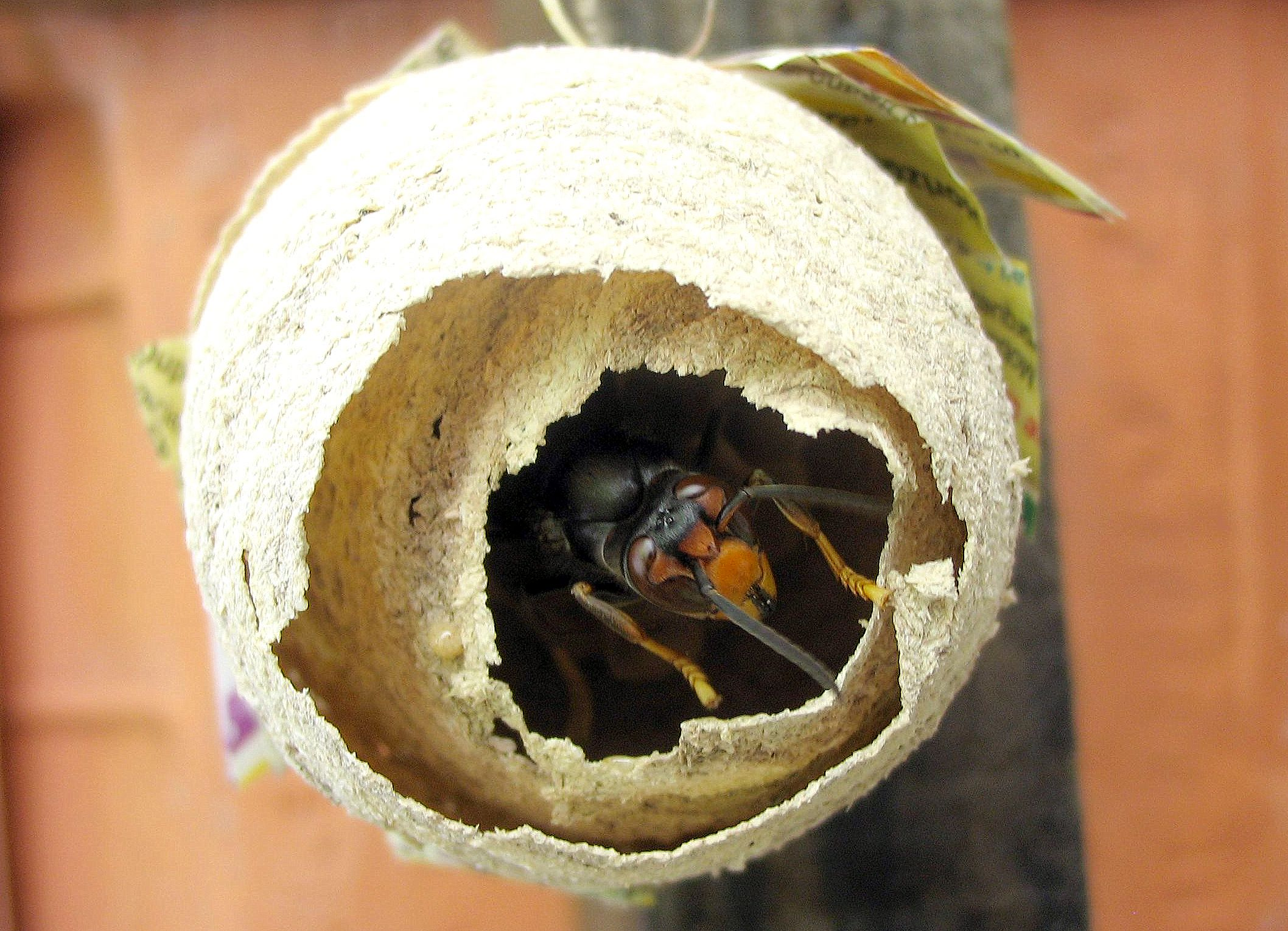
집짓는 여왕벌
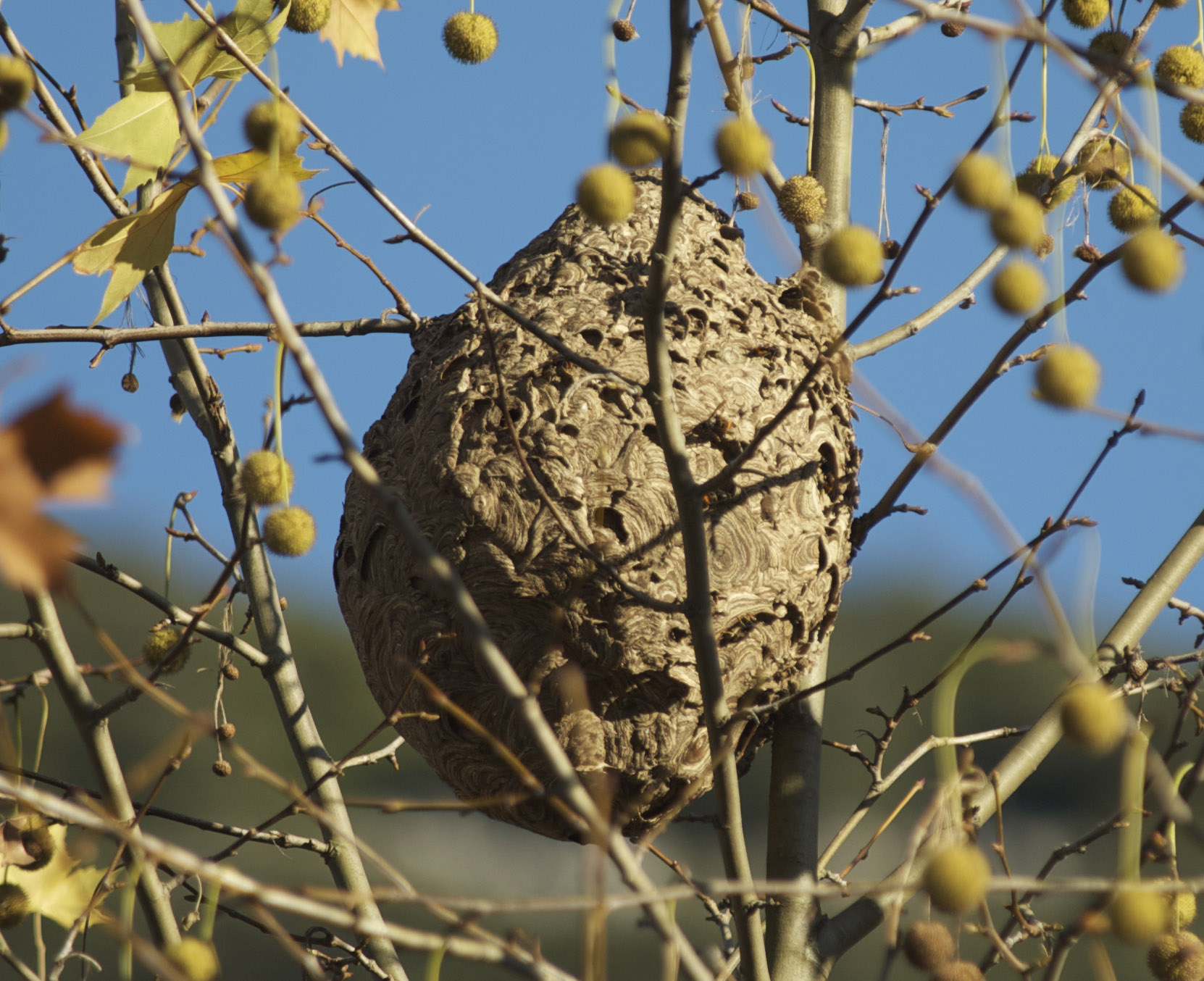
벌집(프랑스)
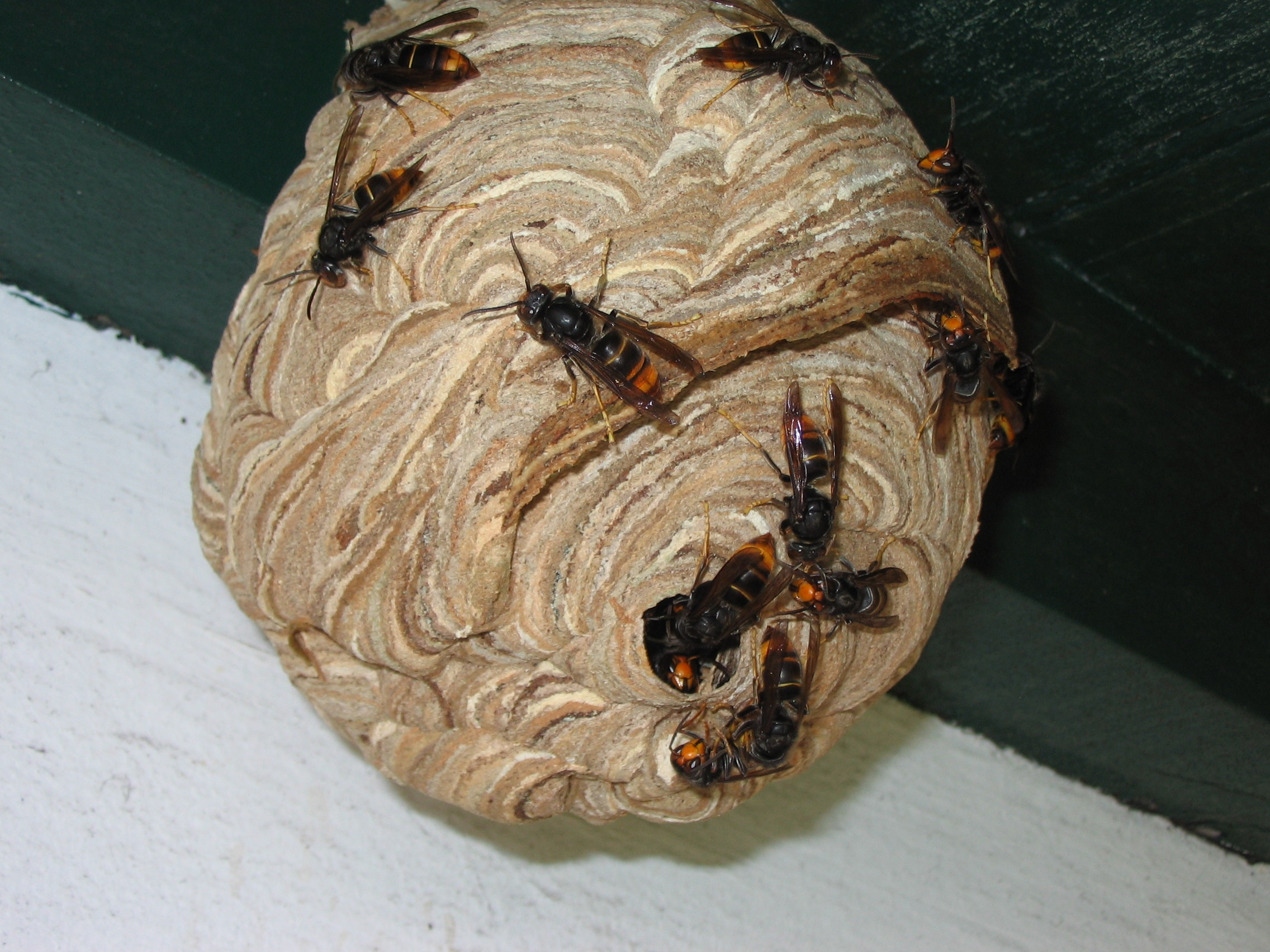
벌집
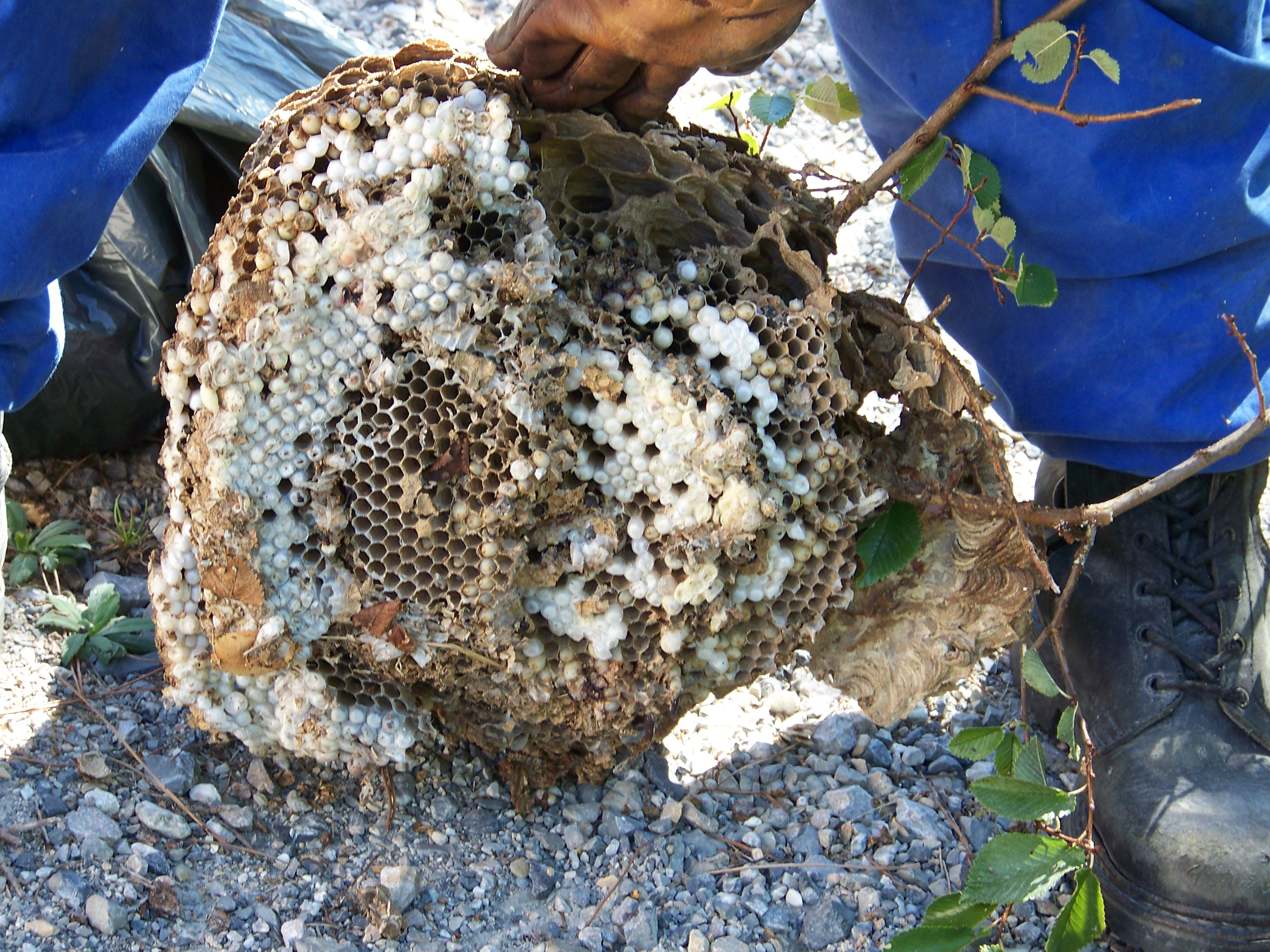
벌집 내부